# Prix Stirling
Pour les articles homonymes, voir Stirling.

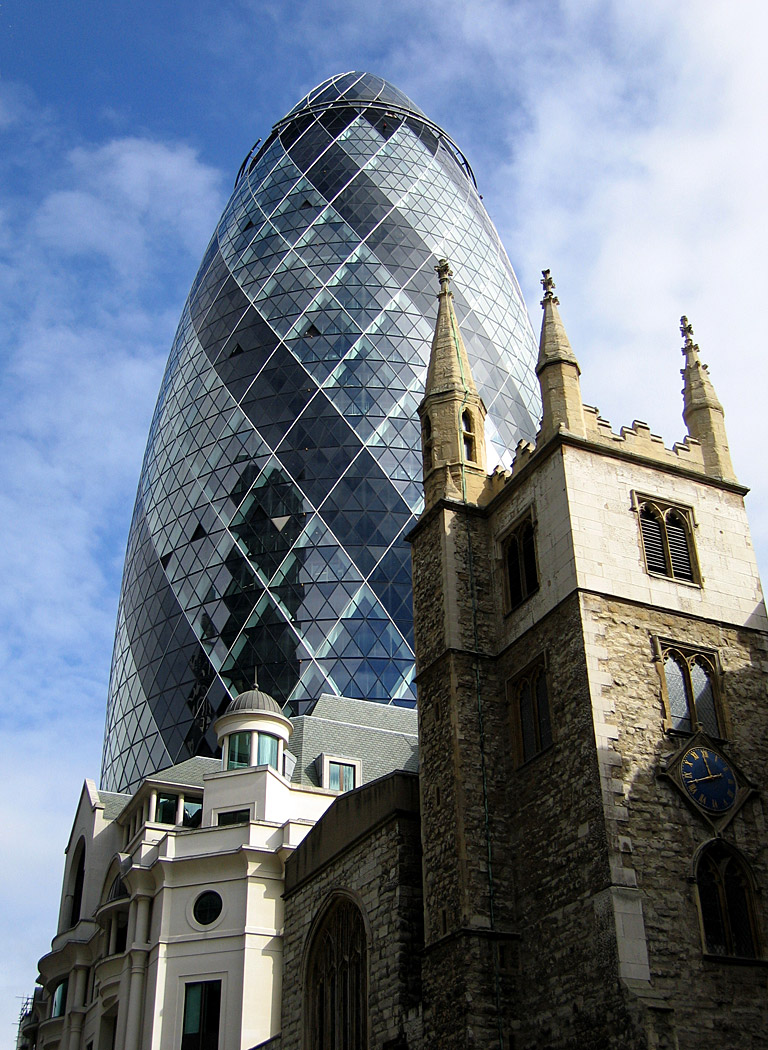
les tours du 30 St Mary Axe (au centre) et St Andrew Undershaft dans la City de Londres.

Le Prix Stirling (Stirling Prize) est un concours d'architecture organisé par l'association RIBA (Royal Institute of British Architects) récompensant le meilleur édifice architectural de l’année au Royaume-Uni. Sept catégories d'édifices sont récompensées et le gagnant remporte 20000 livres.
Ce prix tire son nom de l'architecte britannique James Stirling (1926-1992).

## Lauréats
- 1996 Stephen Hodder: Centenary Building, Université de Salford
- 1997 Michael Wilford: Music School, Stuttgart
- 1998 Foster and Partners: American Air Museum, Imperial War Museum, Duxford
- 1999 Future Systems: Lord's Media Centre
- 2000 Alsop & Störmer: Peckham Library
- 2001 Wilkinson Eyre: Magna Centre, Rotherham
- 2002 Wilkinson Eyre, Gifford: Gateshead Millennium Bridge
- 2003 Herzog & de Meuron: Laban dance centre, Deptford, Londres
- 2004 Foster and Partners: 30 St Mary Axe, Londres
- 2005 EMBT/RMJM: Bâtiment du Parlement écossais, Édimbourg
- 2006 Richard Rogers Partnership: Terminal 4, Aéroport de Barajas, Madrid
- 2007 David Chipperfield Architects: Deutsches Literaturarchiv Marbach, Marbach am Neckar
- 2008 Feilden Clegg Bradley Studios / Alison Brooks Architects / Maccreanor Lavington: Accordia, Cambridge
- 2009 Rogers Stirk Harbour + Partners: Maggie's Centre, Londres
- 2010 Zaha Hadid: MAXXI - Musée national des arts du XXIe siècle, Rome
- 2011 Zaha Hadid, Evelyn Grace Academy, Londres
- 2012 Stanton Williams, Sainsbury Laboratory, Cambridge
- 2013 Witherford Watson Mann Architects, Astley Castle, Nuneaton
- 2014 Haworth Tompkins, Everyman Theatre, Liverpool